# Лассан (Німеччина)
Лассан (нім. Lassan) — місто в Німеччині, розташоване в землі Мекленбург-Передня Померанія. Входить до складу району Передня Померанія-Грайфсвальд. Складова частина об'єднання громад Амт-ам-Пенестром.
Площа — 27,98 км2. Населення становить 1468 ос. (станом на 31 грудня 2020).

## Галерея

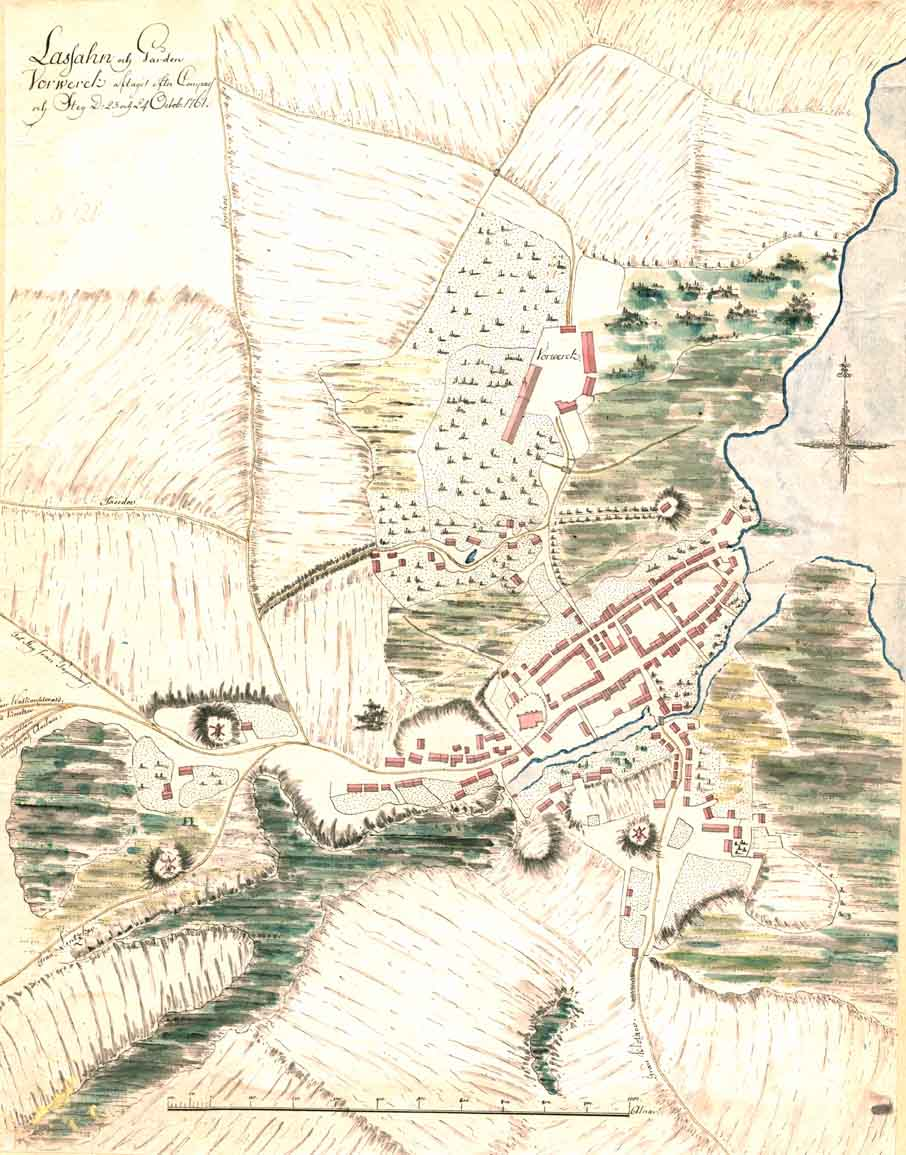
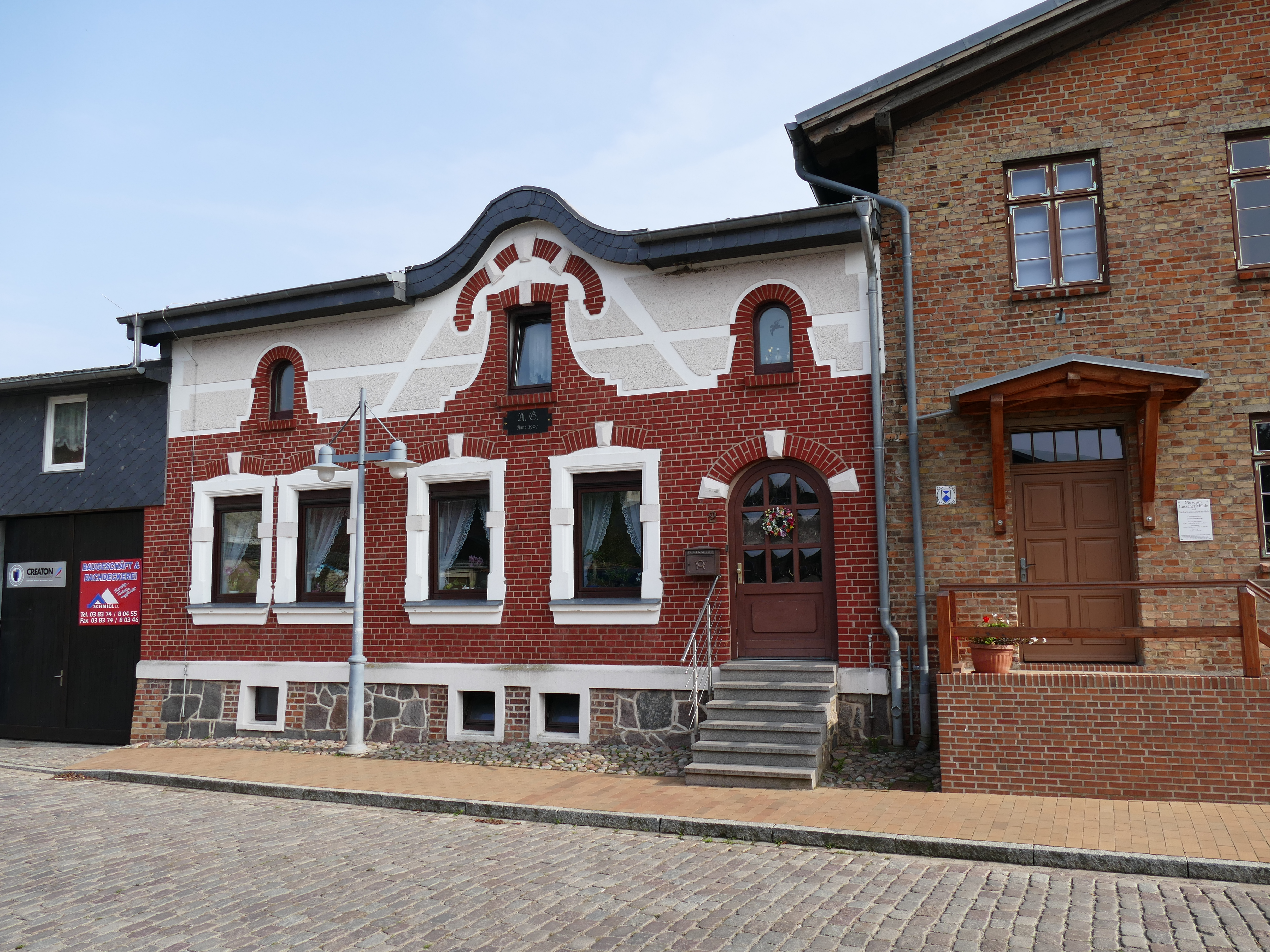
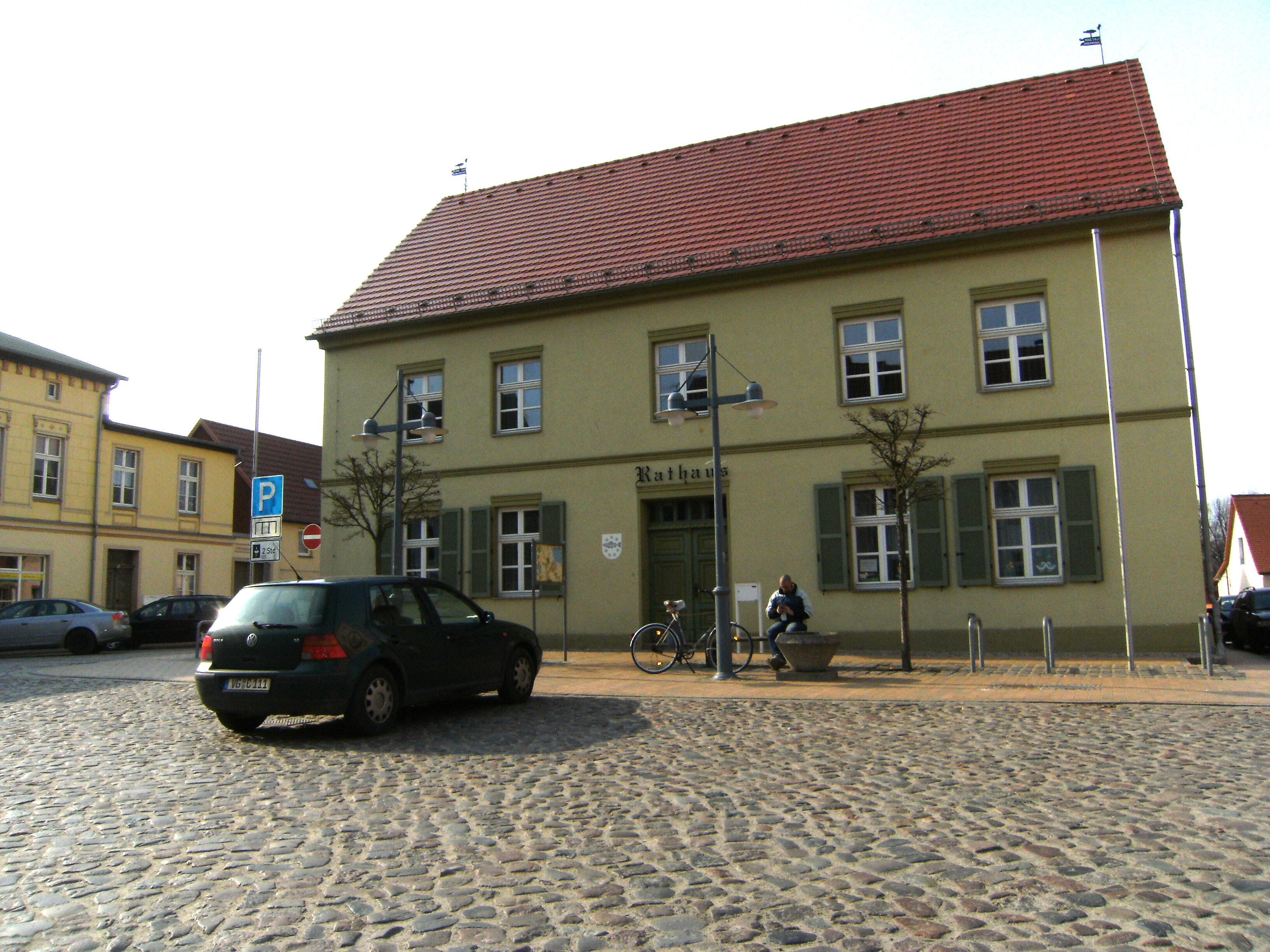
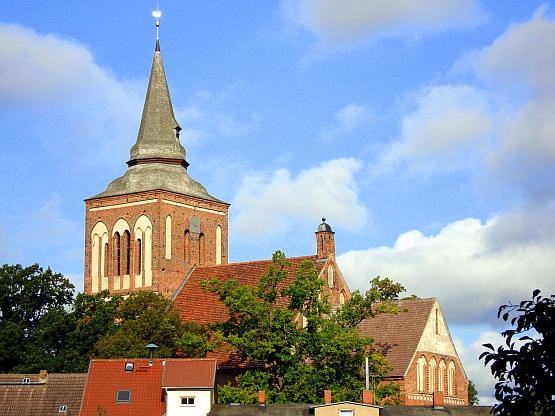
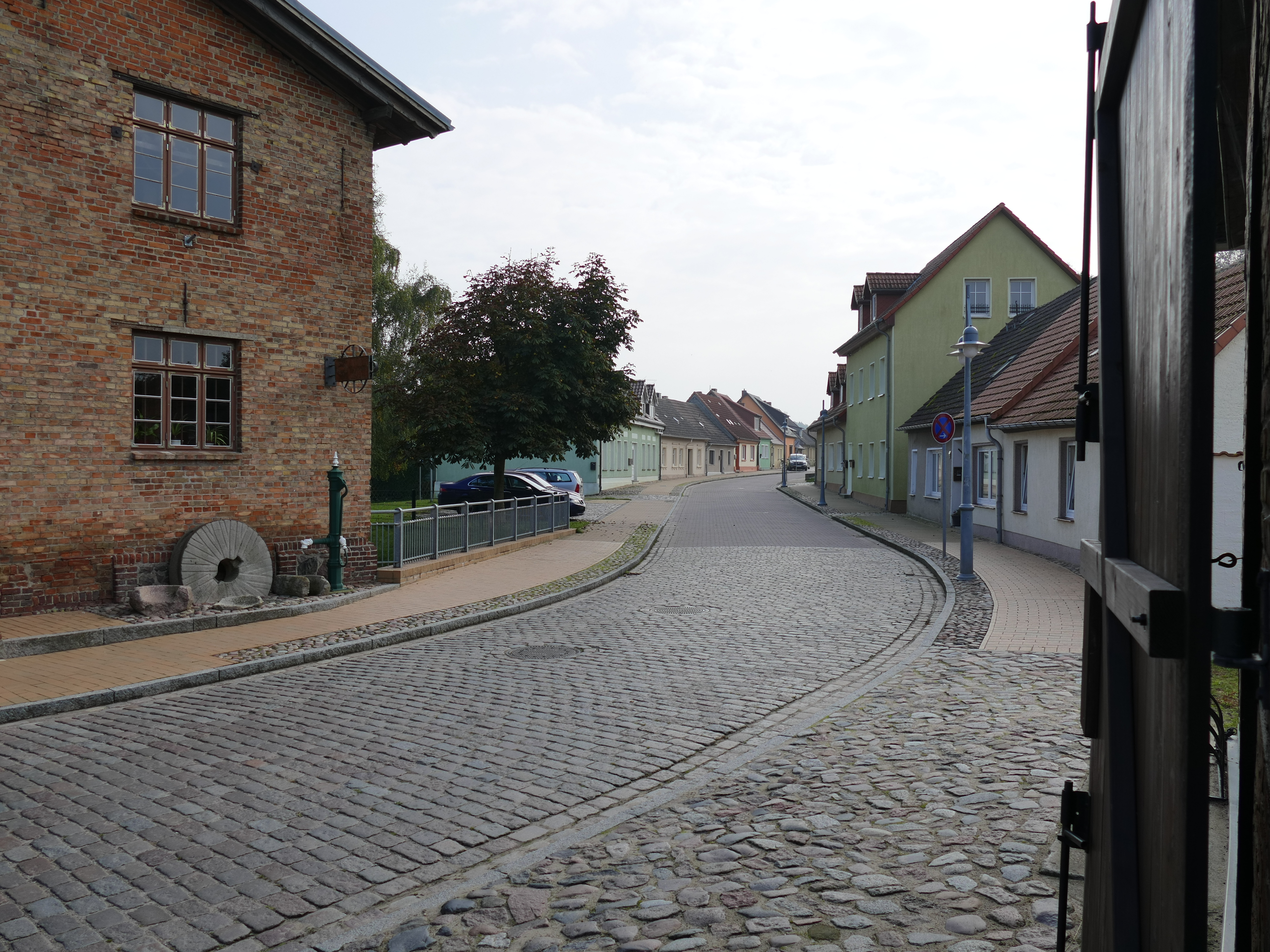
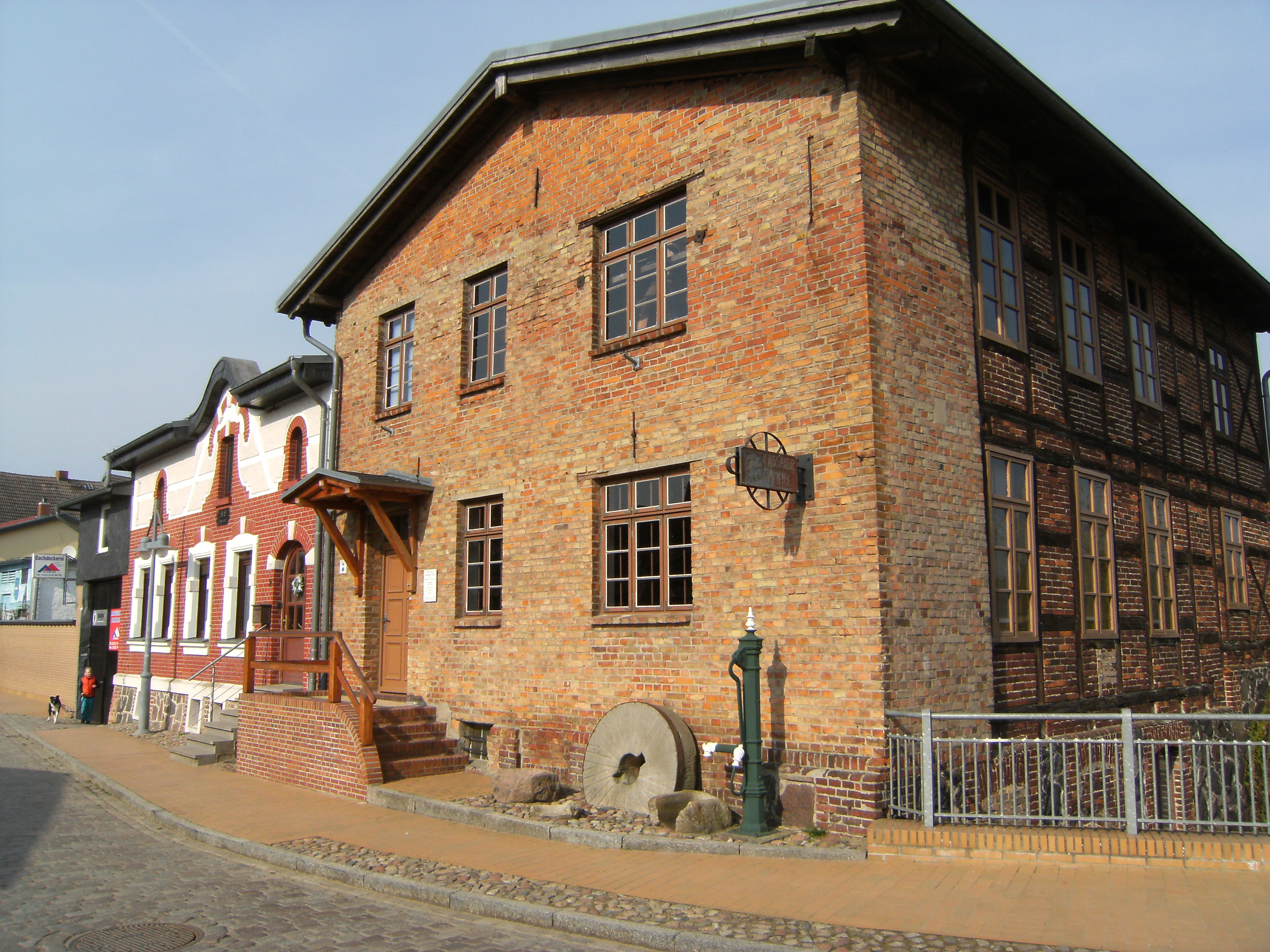